# Murphy Rocks (kulle i Antarktis, lat -68,23, long 78,73)
Murphy Rocks är en kulle i Antarktis. Den ligger i Östantarktis. Australien gör anspråk på området.
Terrängen runt Murphy Rocks är lite kuperad. Havet är nära Murphy Rocks åt nordväst. Trakten är obefolkad. Det finns inga samhällen i närheten.